# Infernvm
| Recensione        | Giudizio |
| ----------------- | -------- |
| La casa del rap   |          |
| Recensiamo musica |          |
| OndaRock          |          |
| Impatto Sonoro    | Positivo |
| Rockit            | Positivo |
| La scimmia pensa  | Positivo |

Infernvm è l'album in studio dei rapper italiani Murubutu e Claver Gold, pubblicato il 31 marzo 2020 con distribuzione Glory Hole Records. Il 15 aprile 2021 viene pubblicata la  deluxe edition, contenente due brani inediti e il remix di Lucifero con Enigma.

## Tracce
Testi di Alessio Mariani, Daycol Emidio Orsini, eccetto dove indicato.
1. Selva Oscura (feat. Vincenzo Di Bonaventura & DJ FastCut) – 2:06 (testo: Dante Alighieri – musica: Massimo Bigliardi)
2. Antinferno (feat. Davide Shorty) – 3:08 (testo: Alessio Mariani, Daycol Emidio Orsini, Davide Sciortino – musica: Francesco Saverio Caligiuri, Gabriele Centofanti)
3. Caronte – 3:37 (testo: Alessio Mariani, Daycol Emidio Orsini – musica: Thomas Ferri)
4. Minosse – 3:10 (testo: Alessio Mariani, Daycol Emidio Orsini – musica: Claudio Passera)
5. Paolo e Francesca (feat. Giuliano Palma) – 4:05 (testo: Alessio Mariani, Daycol Emidio Orsini, Giuliano Palma – musica: Lorenzo Cappadone)
6. Pier – 3:27 (testo: Alessio Mariani, Daycol Emidio Orsini – musica: Gezim Nerjaku)
7. Malebranche – 3:00 (testo: Alessio Mariani, Daycol Emidio Orsini – musica: Gezim Nerjaku)
8. Ulisse – 3:27 (testo: Alessio Mariani, Daycol Emidio Orsini – musica: Valerio Alessi, Fabio Alessi)
9. Taide – 3:59 (testo: Alessio Mariani, Daycol Emidio Orsini – musica: Massimiliano Napolitano, Luca Gugliemo)
10. Lucifero – 2:58 (testo: Alessio Mariani, Daycol Emidio Orsini – musica: Gezim Nerjaku)
11. Chiaro Mondo (feat. DJ FastCut) – 1:58 (musica: Massimo Bigliardi)

Deluxe edition
1. I Giganti – 4:23 (testo: Alessio Mariani, Daycol Emidio Orsini – musica: Gezim Nerjaku)
2. Beatrice (feat. Michele Venanzoni) – 3:00 (testo: Alessio Mariani, Daycol Emidio Orsini, Michele Venanzoni – musica: Gian Maria Flores)
3. Lucifero remix (feat. En?gma) – 4:07 (testo: Alessio Mariani, Daycol Emidio Orsini, Francesco Marcello Scano – musica: Gezim Nerjaku)

## Formazione
Musicisti
- Murubutu – voce (eccetto traccia 1)
- Claver Gold – voce (eccetto traccia 1)
- Vincenzo Di Bonaventura – voce aggiuntiva (traccia 1)
- DJ FastCut – scratch (tracce 1 e 11)
- Davide Shorty – voce aggiuntiva (traccia 2)
- Giuliano Palma – voce aggiuntiva (traccia 5)
- Michele Venanzoni – voce aggiuntiva (traccia 13)
- En?gma – voce aggiuntiva (traccia 14)

Produzione
- Il Tenente – produzione (tracce 1 e 11)
- Squarta – produzione (traccia 2)
- Gabriele Centofanti – produzione (traccia 2)
- XXX-Fila – produzione (traccia 3)
- Badnews – produzione (traccia 4)
- KD-One – produzione (traccia 5)
- James Logan – produzione (tracce 6, 7, 10, 12 e 14)
- DJ FastCut – produzione (traccia 8)
- DJ West, Kuma19 – produzione (traccia 9)
- Gian Flores – produzione (traccia 13)

## Classifiche
| Classifica (2020) | Posizione massima |
| ----------------- | ----------------- |
| Italia            | 19                |